# POP3
POP3, od engl. Post Office Protocol version 3, uobičajeni je protokol za preuzimanje elektroničke pošte s poslužitelja na mrežama koje koriste internet protokol.

## Vanjske poveznice
- RFC 1939 - "Post Office Protocol - Version 3"
- RFC 2195 - "IMAP/POP AUTHorize Extension for Simple Challenge/Response"
- RFC 2449 - "POP3 Extension Mechanism"
- RFC 1734 - "POP3 AUTHentication command"
- RFC 2222 - "Simple Authentication and Security Layer (SASL)"
- RFC 3206 - "The SYS and AUTH POP Response Codes"
- RFC 2595 - "Using TLS with IMAP, POP3 and ACAP"
- RFC 937 - "POST OFFICE PROTOCOL - VERSION 2"
- RFC 918 - "POST OFFICE PROTOCOL"